# Bohdana Macioćka
Bohdana Ołehiwna Macioćka (ukr. Богдана Олегівна Мацьоцька; ur. 27 sierpnia 1989 w Kosowie) – ukraińska narciarka alpejska. Brała udział w Zimowych Igrzyskach Olimpijskich 2010. Jej najlepszym rezultatem było 37. miejsce w slalomie.